# وینش پوگات
وینش پوگات (به انگلیسی: Vinesh Phogat،  زادهٔ ۲۵ اوت ۱۹۹۴) کشتی‌گیر زن کشور هند است.
وی موفق به کسب دو نشان برنز در مسابقات قهرمانی کشتی جهان ۲۰۱۹ و مسابقات قهرمانی کشتی جهان ۲۰۲۲ و مدال طلا بازی‌های آسیایی ۲۰۱۸ و همچنین مدال برنز در بازی‌های آسیایی ۲۰۱۴ شده است وی سابقه حضور در المپیک ۲۰۲۰ توکیو و المپیک ۲۰۲۴ پاریس را دارد.